# Reboredo (Baamorto)
Reboredo es una aldea española situada en la parroquia de Baamorto, del municipio de Monforte de Lemos, en la provincia de Lugo, Galicia.

## Localización
Se encuentra a una altitud de 365 metros sobre el nivel del mar.

## Demografía
| Gráfica de evolución demográfica de Reboredo entre 2000 y 2020 |
|                                                                |
| Datos según el nomenclátor publicado por el INE.               |